# Martin van Creveld

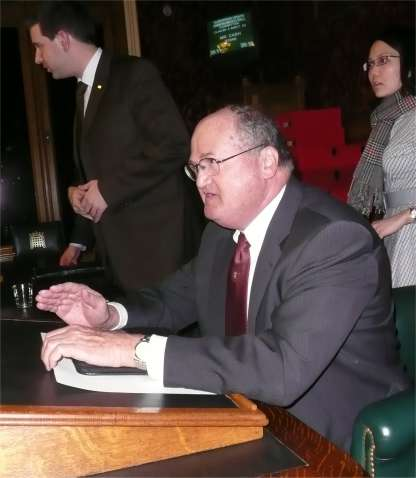
Martin van Creveld (2008)

Martin Levi van Creveld (hebräisch מרטין ון קרפלד; * 5. März 1946 in Rotterdam) ist ein israelischer Militärhistoriker und -theoretiker niederländischer Herkunft. Er ist emeritierter Professor für Geschichte an der Hebräischen Universität Jerusalem. Er gilt als einer der weltweit führenden Wissenschaftler seines Fachs.

## Leben
Martin van Creveld wurde im Jahr 1946 in einer jüdischen Familie im niederländischen Rotterdam geboren. Seine Eltern waren Anhänger des Zionismus. Eigenen Angaben zufolge wurden ein Onkel und weitere Verwandte Opfer des Holocausts.
Nachdem seine gesamte Familie im Rahmen der Alija von 1950 in den neugegründeten Staat Israel übersiedelt war, studierte van Creveld von 1964 bis 1969 Geschichte an der Hebräischen Universität Jerusalem (HUJI) und erwarb den Abschlussgrad Master of Arts.
Im Jahr 1964 wurde Van Creveld aus gesundheitlichen Gründen beim israelischen Militär ausgemustert und musste somit keinen Wehrdienst leisten.
Von 1969 bis 1971 war er Ph.D.-Student (Doktorand) in Geschichte an der London School of Economics (LSE). In seiner Dissertation befasste er sich mit der Strategie der deutschen Wehrmacht bzw. Hitlers im Balkanfeldzug des Zweiten Weltkriegs. Diese Arbeit wurde 1973 als sein erstes Buch veröffentlicht unter dem Titel „Hitler’s Strategy, 1940-41, the Balkan Clue“.
An der Historischen Abteilung der Geisteswissenschaftlichen Fakultät der Hebräischen Universität Jerusalem wirkte van Creveld ab 1971 Lecturer für Geschichte, später wurde er dort Senior Lecturer (1976), Associate Professor (1982) und Professor (1988). Seit 2008 ist er emeritiert. Derzeit lehrt er in Programmen an der Universität Tel Aviv und der Webster University Geneva.
Darüber hinaus war Van Creveld in der Vergangenheit als freier Journalist für die Jerusalem Post tätig und Wingate Fellow für Militärgeschichte an der HUJI. Von 1975 bis 1976 hielt er sich für ein Research Fellowship am Department of War Studies (Abteilung für Kriegsstudien) am King’s College London auf. Von 1980 bis 1981 war er Stipendiat des Humboldt-Institutes in Freiburg im Breisgau. Von 1986 bis 1987 gehörte er dem Lehrkörper der National Defense University in Washington, D.C. an. Von 1991 bis 1992 war er Professor an der Marine Corps University auf der Marine Corps Base Quantico, Virginia. Von 1999 bis 2000 unterrichtete er am Naval War College in Newport, Rhode Island. 2011 war er Gastdozent am Historisch-Kulturwissenschaftlichen Forschungszentrum Trier, wo sein Dienstvertrag jedoch nach Kritik aus der Studierendenschaft vorzeitig aufgelöst wurde. Von 2012 bis 2013 war er Visiting Professor (Gastprofessor) in War Studies am Churchill College der University of Cambridge.
Van Creveld ist weltweit als Referent an militärischen und zivilen Einrichtungen, als Publizist (Foreign Affairs, The Jewish Daily Forward u. a.), und als Berater u. a. für das Pentagon tätig. Er ist Mitglied im Advisory Editorial Board (Beratenden Herausgebergremium) der Zeitschrift War in History.
Van Creveld publiziert auch Artikel auf Deutsch für das Magazin Focus.
Seine Thesen fanden Anklang in neurechten Medien wie etwa der Wochenzeitung Junge Freiheit, für die er regelmäßig schreibt. Die neurechte Zeitschrift Sezession konnte ihn für einer ihrer Ausgaben 2013 gewinnen.
Auch der Deutschen Militärzeitschrift gibt er immer wieder Interviews.

## Publikationen und Rezeption
Van Creveld ist der Autor von 16 Werken zum Thema Militärgeschichte und -strategie, von denen Supplying War: Logistics from Wallenstein to Patton (1977, Neuauflage 2004), Command in War (1985), The Transformation of War (1991), The Sword and the Olive (1998) (zur Geschichte der israelischen Streitkräfte) und The Rise and Decline of the State (1999) zu den bekanntesten gehören. Derselben Thematik nimmt er sich auch in seiner regen Vortragstätigkeit und zahlreichen Aufsätzen an.
Für die britische Tageszeitung The Guardian und ihren Autor Brian Whitaker ist Van Crefeld einer der führenden Militärhistoriker in Israel oder weltweit, dessen Werke die moderne Militärtheorie beeinflusst hätten. Tatsächlich wurde seine Publikation Supplying War: Logistics from Wallenstein to Patton in die „Professional Reading List“ des Chief of Staff of the Army aufgenommen; damit ist er einer der wenigen Nicht-Amerikaner auf dieser Liste. Das Urteil Whitakers teilen in ihren Publikationen unter anderen Gwynne Dyer, Robert J. Bunker, und Michael C. Desch und K. H. Hofstede. Klaus Jochen Arnold bezeichnete ihn 2013 in einem Veranstaltungsbericht der Konrad-Adenauer-Stiftung Brandenburg als weltweit renommiertesten Militärhistoriker. Van Crevelds Bücher (bisher 26) wurden in zahlreiche Sprachen übersetzt. Im Jahr 1990 wurde ihm der Distinguished Book Award (etwa „Buchpreis mit Auszeichnung“) der Society for Military History verliehen für sein Buch Technology and War: from 2000 B.C. to the Present.

### Fighting Power (1989) (Kampfkraft, 1989)
Im Vorwort zur Neuauflage des Buches aus dem Jahr 2005 machte van Creveld deutlich, dass er nichts mit den Lesern gemein habe, die seine Darstellung als Entlastung der Wehrmacht hinsichtlich ihrer Beteiligung an Verbrechen missverstehen würden. Die Wehrmacht sei in Verbrechen verstrickt gewesen und habe Verbrechen ermöglicht, sei aber nicht als Organisation verbrecherisch gewesen. In einem Focus-Artikel verglich er außerdem die Armee Israels mit der Wehrmacht:  „In Sachen Strategie, Organisation, Doktrin und dem Verhältnis zwischen den drei Waffengattungen ähnelte keine Armee des 20. Jahrhunderts mehr der Wehrmacht als die israelische.“

### The Transformation of War (1991) (Die Zukunft des Krieges, 1998)
Besondere Bedeutung hat sein vielübersetztes Werk The Transformation of War bekommen. In dieser militärtheoretischen Abhandlung entwickelt der Autor eine von ihm als „nicht-trinitarisch“ bezeichnete Theorie der Kriegsführung, die er der klassischen Theorie von Clausewitz kritisch und zum Teil als moderne Ergänzung gegenüberstellt.
In seiner Theorie stellt Van Creveld zunächst das Versagen der atomaren Abschreckung und die Veränderung des Charakters des Krieges nach 1945 dar. Die traditionelle idealtypische Trennung in der „Clausewitzschen Welt“ der Vergangenheit zwischen den Angelegenheiten (affairs) der Bevölkerung, der Armee und der Regierung kritisiert Van Creveld als zu eng und auf den Staat zentriert. Daher sei dieser „trinitarische“ Ansatz (so Van Crefeld über die Dreiheit der von Clausewitz erörterten Schlüsselbegriffe zum Verständnis des Krieges: Zweck, Ziel und Mittel), der schon im Totalen Krieg versagt habe, nicht geeignet, heutige „low intensity“ Konflikte zu analysieren oder erfolgreich zu bestehen, die einen oder mehrere nichtstaatliche Akteure und eine unkonventionelle Form der Kriegsführung einschließen. Daher hätten mächtige Staaten die meisten der militärischen Konflikte nach 1945 verloren. Seiner Meinung nach erleben wir einen Niedergang der Nationalstaaten ohne gleichzeitigen Rückgang der organisierten Gewalt. Trotzdem bereiteten sich die Streitkräfte immer noch auf eine konventionelle Kriegführung vor und seien entsprechend ausgerüstet, währenddessen die Art der Konflikte sich wesentlich verändert habe. Daraus leitet Creveld die Forderung nach einer Reform der Ausbildung und Bewaffnung der Streitkräfte ab, dazu eine Veränderung der Militärstrategie. Die Lösung der Probleme liege auf der konzeptionellen Ebene. Er stellt – anstelle von drei – nunmehr fünf Schlüsselaspekte des Krieges dar, von denen er den dritten, die Militärstrategie, für den entscheidend wichtigen hält:
1. Wer den Krieg führt – staatliche und nichtstaatliche Akteure;
2. Worum es im Krieg geht – die Beziehungen der Akteure und der Nichtakteure;
3. „Wie der Krieg geführt wird – Themen der Strategie und Taktik“
4. Wofür der Krieg geführt wird – zur Erhöhung der staatlichen Macht oder als Ziel in sich selbst;
5. Warum der Krieg geführt wird – die Motivation des einzelnen Akteurs.

Diese fünf Fragen sind zugleich Themen der Kapitel 2–7.
Creveld unterscheidet mehrere Formen „nichtpolitischer“ Kriege, bei denen es um Gerechtigkeit oder Recht (justice), Religion oder um die reine Existenz geht. Dabei beeinflussten die Ziele auch die Mittel und den Charakter der Kriegführung: Beim Kampf ums Überleben verlören alle Maßstäbe ihre Bedeutung, auch die größte Niederlage verstärke den Willen zur Weiterführung und Totalisierung des Kriegs. Bei begrenztem Einsatzwillen sei ein Angreifer diesem Willen auch bei militärischer Überlegenheit nicht gewachsen.
Bei der Motivation stellt Creveld das Individuum, den Soldaten oder Kämpfer, in den Mittelpunkt. Menschen beteiligten sich nicht wegen eines Tötungswunsches an Kriegen, sondern wegen des Risikos.
Im letzten Kapitel prognostiziert Creveld, konventionelle Kriege seien nicht mehr durchführbar und könnten Sicherheit nicht mehr dauerhaft gewährleisten. Nichtstaatliche Gruppen würden neuartige Kriege führen, bei denen es auch keinen Unterschied mehr zwischen Zivilbevölkerung und Kombattanten gebe und territoriale Grenzen unverbindlich würden. Krieg sei dabei oft Selbstzweck, was Creveld aus anthropologischen Grundlagen zu erklären versucht.

„Das Wesen der kriegführenden Einheiten, die für ihn geltenden Konventionen und die Kriegsziele können sich ändern. Der Krieg selbst hingegen ist so lebendig wie eh und je. Folglich werden wie eh und je Gemeinschaften, die den Tatsachen nicht ins Auge sehen und nicht um ihre Existenz kämpfen wollen, aller Wahrscheinlichkeit nach aufgelöst werden.“

In der Rezension von H-Soz-Kult wird kritisiert, die Clausewitzinterpretation sei teilweise unzutreffend, die Überlegungen anregend, aber zum Teil fragwürdig. Es handele sich teilweise um Simplifizierungen und gezielte Fehlinterpretationen. Zum Ansatz insgesamt wird festgestellt: „Die durchgängig zu beobachtende Motivation des Autors durch die Sorge um die prekäre Sicherheitslage Israels mag dem mitteleuropäischen Leser manche Aussagen überzeichnet erscheinen lassen. Dafür verblüfft die Auseinandersetzung van Crevelds mit der deutschen Kriegstheorie und dem deutschen Staatsbegriff des 19. und früheren 20. Jahrhunderts, denen der Autor in höherem Masse verhaftet ist, als er selbst kenntlich macht.“
Bis Mitte 2008 war dieses Buch Pflichtlektüre für Offiziere der United States Army und (mit Sun Tzu und Clausewitz) der dritte Titel auf der Liste zu lesender Bücher. Auch Van Crevelds Supplying War: Logistics from Wallenstein to Patton ist Teil dieser Lektüreliste.

### Über die Terrorismusbekämpfung (2004)
In einem Vortrag im Dezember 2004 in Düsseldorf trug er kontrovers aufgenommene Aussagen für die Terrorismus- und Aufstandsbekämpfung vor. Seiner Ansicht nach haben sich in den letzten Jahrzehnten lediglich zwei vollkommen entgegengesetzte Ansätze bewährt: zum einen ein defensiver Einsatz überlegener militärischer Kräfte unter strengster Beachtung rechtsstaatlicher Prinzipien und unter Inkaufnahme eigener hoher Opferzahlen, als dessen Beleg er den Einsatz der britischen Armee im Nordirlandkonflikt sieht. Durch jahrelange Geduld sei damit ein „Austrocknen“ des Konfliktes ermöglicht worden. Zum anderen sei ein Ansatz erfolgversprechend, der auf gezielte absolute Repression, Vergeltung und umfassende Einschüchterung setze und zur Abschreckung gerade auf sehr hohe Opferzahlen bei der Zivilbevölkerung abziele. Als Beispiel dafür führt van Creveld die im Jahr 1982 geschehene Zerstörung der mehrheitlich islamistisch orientierten Stadt Hama und die planvolle Tötung bzw. Ermordung einer Vielzahl ihrer Bewohner (darunter auch Kinder) unter dem syrischen Präsidenten Hafiz al-Assad an, wodurch jeder Widerstandswille dort dauerhaft gebrochen worden sei – und zwar sehr schnell und ohne große Mittel. Unter anderem in den Kriegen der USA sieht Creveld beide Typen oder ein Schwanken zwischen ihnen (so im Vietnamkrieg) verwirklicht. Van Creveld legt seine Auffassung dar, man müsse je nach der Situation zu beiden Strategien bereit sein, wenn dadurch ein größeres Übel verhindert würde. „Wenn man nicht bereit ist, diese Tatsache anzuerkennen und die Konsequenzen daraus zu ziehen, ist es vielleicht das Beste, gleich auf jeden Versuch zu verzichten, Aufstände zu bekämpfen.“
In Bezug auf die Handlungsweise Hafiz Al-Assads äußerte er, ohne diese Maßnahme, die er selbst als brutal und als Kriegsverbrechen charakterisiert, wäre wahrscheinlich die gesamte Region in Chaos versunken.

### Frauen und Krieg (2001), Das bevorzugte Geschlecht (2013)
Van Creveld plädiert für den Ausschluss von Frauen aus dem Militär, besonders der kämpfenden Truppe. Sein Hauptargument ist, dass Frauen vor allem durch ihre Gebärfähigkeit den Männern biologisch überlegen seien. Im Vergleich dazu erscheinen seiner Auffassung nach Männer eher als „austauschbar“ (disposable). Das daraus folgende Unterlegenheitsgefühl glichen Männer dadurch aus, dass sie Frauen aus bestimmten Bereichen ausschlössen, wie zum Beispiel dem Krieg. Krieg sei für Männer das, was die Geburt für Frauen bedeute. Den ihm unverständlichen Wunsch von Frauen nach dem Kriegsdienst erklärte er in Gesprächen mit Freuds Theorie des „Penisneides“. Frauen seien Männern gegenüber privilegiert, der Mann sei in der Regel der „Esel des Hauses“, wie ein arabisches Sprichwort sage.
Van Crevelds Publikationen zur Frage von Frauen im Militär wurden überwiegend kritisch aufgenommen.
Als „Kampfansage an die ‚feministische Ideologie‘“ bezeichnete der Rezensent der Frankfurter Allgemeinen Zeitung, Andreas Platthaus, die Ausführungen des Autors in Das bevorzugte Geschlecht. Van Creveld missfalle, dass sich „die soziale Waagschale immer mehr zuungunsten der Männer neige“. Den Rezensenten ärgern besonders einige Ausführungen van Crevelds, die er nicht anders als „dreist“ bezeichnen könne. Dazu zählt für ihn vor allem van Crevelds Umgang mit dem Thema Vergewaltigung. Creveld bleibe für seine Behauptung, zahlreiche Vergewaltigungen seien nur vorgetäuscht, die empirische Basis schuldig. Spekulativ seien van Crevelds Erörterungen zu Vergewaltigungen von Männern durch Frauen, die nicht beachtet würden, weil Männer nicht schwanger werden können. Nach van Creveld gebe es auch Fälle, in denen dieser Übergriff so gut wie keine Folgen hat, wenn das Vergewaltigungsopfer eine Frau sei. Martin van Creveld: „Dies gilt insbesondere, wenn die Frau sexuell erfahren ist; besonders, wenn sie keinen Widerstand leistet, der Vergewaltiger also keine Gewalt anwenden muß und die Gefahr, verletzt zu werden, sich verringert.“ Platthaus fragt: „Und ist sein Verweis auf ‚sexuell erfahrene Frauen‘ nicht schlicht widerlich zu nennen?“
Die Rezensentin der Süddeutschen Zeitung, Franziska Beer, befand: „Hier hat sich jemand seinen Frust über die angebliche Bevorzugung von Frauen in Geschichte und Gegenwart von der Seele geschrieben.“
In der NZZ kritisierte Stefanie Peter, dass van Creveld die Forschungslage nur grob im Blick habe und eine Methodik nicht zu erkennen sei. Dafür strotze das Buch vor Polemik bis hin zu Menschenverachtung und Zynismus, etwa wenn er die Anzahl der weiblichen und männlichen Toten in den nationalsozialistischen Konzentrationslagern gegeneinander aufrechne oder wenn es um das Thema Vergewaltigung und sexuellen Missbrauch gehe.
Bei Crevelds Buch Das bevorzugte Geschlecht habe man es mit einer Verschwörungstheorie zu tun, bei der sich die Hälfte der Menschheit gegen die andere verbündet habe, befand Christina von Braun in ihrer Rezension im Magazin Cicero. „Das Böse ist immer und überall. Vor allem in weiblicher Gestalt. Egoistisch, arbeitsscheu, ausbeuterisch, feige und dabei noch ewig wehleidig – keines der Argumente, mit denen das weibliche Geschlecht periodisch versehen wurde, fehlt in diesem 500-Seiten-Werk Martin van Crevelds.“
Der antifeministische Männerrechtler Arne Hoffmann bezeichnete Das bevorzugte Geschlecht in einem Artikel in der Monatszeitschrift eigentümlich frei für ein „Grundlagenwerk für die Männerbewegung“ im Kampf gegen die von ihm angenommene Diskriminierung von Männern.
Auch in seinem Werk „Die Gesichter des Krieges“ brachte van Creveld erneut seine These vor, der wachsende Frauenanteil in Institutionen und Organisationen sei ein zuverlässiger Indikator für deren politischen Bedeutungsverlust.
Im Gespräch mit Erin Solaro äußerte er, die Anwesenheit amerikanischer Soldatinnen im Irak bedeutete eine Erniedrigung (abuse) irakischer Frauen, was gleichsinnig auch für das Verhältnis weiblicher israelischer Militärangehöriger zu palästinensischen Frauen in Israel gelte.

### Gesichter des Krieges (2008)
Van Creveld untersucht im ersten Teil seiner Darstellung mit militärstrategischer Perspektive vor allem die beiden Weltkriege des 20. Jahrhunderts. Dabei kommt er zu dem Ergebnis, dass Deutschland diese Kriege wegen seiner geostrategischen Lage verlor, die in der Politik nicht berücksichtigt wurde. Es sei nicht gelungen, Großbritannien wirtschaftlich zu schwächen. Die Bevorzugung von Großkampfschiffen statt Unterseebooten sei einer der entscheidenden Fehler in der Planung gewesen, aber auch das unflexible Festhalten an bisherigen Strategien. Nachdem er im ersten Kapitel die militärischen Kräfteverhältnisse 1914 dargestellt hat, wendet er sich in den Kapiteln 2 und 4 dem Kriegsverlauf der beiden Weltkriege zu, im dritten Kapitel befasst er sich mit der Zwischenkriegsphase, die er als Feuerpause sieht, die in einen neuen Krieg münden musste. Mit dem Atombombenabwurf auf Japan geht für van Creveld die Zeit der konventionellen Kriege zu Ende. Diese „Wasserscheide“ ist Thema des letzten Kapitels.
Im zweiten Teil des Buches geht es um die Frage, warum nur zwei der unkonventionellen Kriege nach der Wasserscheide der atomaren Bedrohung gewonnen werden konnten, während sonst die militärisch überlegenen Nationen wie etwa in Vietnam und Afghanistan aufgegeben hätten. Diese zwei erfolgreichen Fälle seien der langanhaltende und opferreiche Kampf der Britischen Armee gegen die IRA im Nordirland-Konflikt und die Operationen der syrischen Streitkräfte unter Präsidenten Hafiz al-Asad gegen die Muslimbruderschaft in Hama. Im ersten Fall verzichteten die Briten auf den Einsatz schwerer Waffen. Der Konflikt hielt viele Jahre an, die Verluste auf britischer Seite waren größer als die des Gegners, der IRA. Langfristig gelang es den Briten aber, die Oberhand zu gewinnen, da sie durch die schonende Weise ihres Einsatzes die Bevölkerung für sich gewannen, die den Frieden wollte. Im Fall von Syrien sei es durch den Einsatz der Artillerie gelungen, den Konflikt in kürzester Zeit mit minimalen eigenen und maximalen Verlusten des Gegners dauerhaft zu beenden. Zwischen beiden Optionen müsse man wählen. In den Kriegen der USA sieht van Cleveld Parallelen zu beiden Optionen, allerdings unter Vermischung beider Strategien.
Herfried Münkler sieht das Buch van Crevelds als Information und Provokation zugleich. Eine so kühl militärstrategische Darstellung der Kriege des 20. Jahrhunderts wirkte in Deutschland anders als in den USA nahezu skandalös. Er stelle die militärische Leistungsfähigkeit der Deutschen in einer provokativen Nüchternheit dar, wie man sie hierzulande eigentlich nur in der militaristischen Ecke finde. „In jedem Fall aber ist es ein Buch, das die ausgetretenen Pfade der Kriegsdarstellung verlässt und mit eigenständigen Sichtweisen aufwartet. Die Lektüre ist gewinnbringend. Aber sie ist auch belastend und irritierend.“

### The Culture of War (2008)
Van Crevelds Hauptthese besagt, Krieg sei eine naturgegebene, notwendige und bleibende Tatsache des menschlichen Lebens. Die Natur des Krieges ist seiner Auffassung nach über die Zeiten hinweg gleich geblieben. Die Elemente Kriegsursachen, Vorbereitungen, Durchführung, Ende und die Formen des Gedenkens an den Krieg hätten zu allen Zeiten mehr Gemeinsamkeiten als Unterschiede gezeigt. Der Krieg entspreche dabei primär keinem politischen Zweck oder einem Ritual, sondern folge zunächst aus einem menschlichen Bedürfnis: „Krieg und besonders der Kampf ist eine der aufregendesten und stimulierendsten Aktivitäten, die wir Menschen ausüben können, die alle anderen in den Schatten stellt; ziemlich oft verwandelt sich diese Aufregung und Stimulation in reine Freude“. Außerdem sei der Krieg nicht so sinnlos, wie meist behauptet wird, diene er doch in vielen Fällen der Verteidigung und dem Schutz Unschuldiger. Creveld sieht in den immer erfolglosen und zum Teil unehrlichen Versuchen aller Zeiten, den Krieg zu verhindern und zu verbannen, einen der Hauptgründe für die Richtigkeit seiner These. Auch Demokratie sei kein Schutz vor dem Krieg, Demokratien führten Krieg wie andere Staaten auch. Lediglich die Angst vor dem globalen nuklearen Untergang habe Kriege bisher zeitweise verhindern können.
In seiner Rezension räumt der US-amerikanische Militärhistoriker Victor Davis Hanson trotz vieler Bedenken ein, er sehe sich außerstande, die empirischen Fakten der provokanten, faszinierenden und verstörenden Darstellung zu widerlegen oder zu relativieren, wie er hinsichtlich des Phänomens der „begeisterten Kriegserinnerungen“ aus eigener Anschauung bestätigt.

### Pussycats (2016) (Wir Weicheier, 2017)
Van Creveld kritisiert in seinem Traktat die zunehmende Dekadenz junger Männer, die durch Infantilisierung und Feminisierung erzeugt werde. Nach einem kulturellen Niedergang dieser Art komme geschichtlich gesehen der Fall. Die Verweichlichung mache heutige Männer unfähig, die Belastungen eines Krieges auf sich zu nehmen. Im ersten Kapitel (Unterwerfung der Jugend) geht er der Frage nach, wie durch die moderne Pädagogik die Selbstständigkeit der Jugendlichen verhindert werde, die sich durch zu viel Betreuung in „hervorragende Schafe“ verwandelt hätten. In Kapitel 2 (Demoralisierung der Truppe) versucht er aufzuzeigen, dass diese Feminisierung auch in der militärischen Ausbildung geschehe, in der Männer nicht mehr tun dürften, was für sie angemessen sei. Das dritte Kapitel (Der Krieg gegen den Mann) untersucht, wie die Verweiblichung der Soldaten ihre Kampfkraft beeinträchtigt. In Kapitel 4 (Die Konstruktion der posttraumatischen Störung) wird die Frage erörtert, inwiefern Soldaten diese Störung mithilfe von Ärzten künstlich vermittelt wird. Im fünften und letzten Kapitel geht es um den Verlust des Pflichtgefühls in der modernen Gesellschaft. Statt von Pflichten ist nur noch von Rechten die Rede, diese Haltung führe schließlich zur Delegitimierung des Krieges, der in erster Linie Aufopferung sei.
William Sturgiss Lind lobt in seiner Rezension im Journal The American Conservative die Darstellung van Crevelds als hochaktuell und von größter Bedeutung, um die weitere „Demilitarisierung“ des Militärs aufzuhalten. Crevelds Buch sei für jeden eine wichtige Lektüre, der seinen Kindern eine Zukunft wünsche, „jenseits der Entscheidung zwischen Konversion und Schwert.“

## Politische Positionen und Kontroversen
Vielfach kommentiert van Creveld neben seiner historischen Forschungsarbeit aktuelle politische Fragen.

### Israelische Armee
In einem Fernsehinterview stellte er 2002 seine Zweifel hinsichtlich der Fähigkeit der israelischen Armee dar, die Palästinenser in einem militärischen Konflikt zu besiegen:

„Sie [die israelischen Soldaten] sind sehr tapfere Menschen … sie sind Idealisten … sie wollen ihrem Land dienen und sich bewähren (to prove themselves). Das Problem ist, dass man sich nicht gegen jemanden bewähren kann, der viel schwächer als du ist. Sie befinden sich in einer Situation, in der es nur Verlierer gibt. Wenn du stark bist und den Schwächeren bekämpfst, dann bist du ein Schurke (scoundrel), sobald du den Gegner tötest. Wenn du zulässt, dass er dich tötet, bist du ein Idiot. Also gibt es hier ein Dilemma, das andere vor uns ertragen mussten und für das es, soweit ich sehe, keinen Ausweg gibt. Die israelische Armee ist keinesfalls die schlimmste von allen. Sie hat beispielsweise nicht das getan, was die Amerikaner in Vietnam getan haben … Sie hat kein Napalm eingesetzt, sie hat nicht Millionen von Menschen getötet. Also, es ist alles relativ, aber um bei der Ausgangsdefinition zu bleiben: Wenn man stark ist und den Schwachen bekämpft, ist alles was man tut, kriminell.“

### Iran und Nuklearkrieg
Im September 2003 sagte er in einem Interview mit Elsevier, einer niederländischen Wochenzeitung, zum Thema der Gefahr des Irans und der Palästinenser für Israel:

„Wir besitzen mehrere Hundert nukleare Sprengköpfe und Raketen und können sie auf Ziele in allen Himmelsrichtungen lenken, vielleicht sogar bis Rom. Die meisten europäischen Hauptstädte sind mögliche Ziele unserer Luftstreitkräfte… Wir haben die Fähigkeit, die Welt mit uns in den Abgrund zu reißen (take down the world with us). Und ich versichere Ihnen, dass dies geschehen wird, bevor Israel untergeht.“

In der Ausgabe des International Herald Tribune schrieb van Crefeld am 21. August 2004: „Wenn die Iraner nicht versucht hätten, Nuklearwaffen zu bauen, wären sie verrückt.“

### Verurteilung des Irakkriegs 2003
2005 geriet van Creveld in die Schlagzeilen, als er in einem Interview äußerte, der Irak-Krieg von 2003 sei der dümmste Krieg seit der von Kaiser Augustus befohlenen Invasion ins Innere Germaniens gewesen, der mit der Katastrophe bei der Schlacht im Teutoburger Wald geendet hatte. Van Creveld kritisierte die amerikanische Regierung scharf und verglich die Invasion des Irak mit dem Vietnamkrieg. Außerdem äußerte er, Bush verdiene ein Impeachment und nach der Entfernung aus dem Amt ein Gerichtsverfahren.
2007 kommentierte er:

„Iran ist der wirkliche Sieger im Irak. Die Welt muss nun lernen, mit einer Nuklearmacht Iran zusammenzuleben, wie wir das mit den Nuklearmächten Sowjetunion und China gelernt haben. … Wir Israelis haben das, was man zur Abschreckung eines iranischen Angriffs braucht. Wir sind in keiner Weise in der Gefahr, einen Atombombenabwurf des Iran auf uns zu erleben. … Dank der iranischen Drohung bekommen wir Waffen von den USA und Deutschland.“

### Zweiter Libanesischer Krieg
Van Creveld sah den Libanonkrieg von 2006 als strategischen Erfolg für Israel und als Niederlage der Hisbollah. Er kritisierte den Bericht der Winograd-Kommission, da er die vielen Erfolge der Militäraktionen Israels nicht berücksichtige. Der Hisbollah „sei der Kampfgeist ausgetrieben worden“, sie habe Hunderte von Anhängern verloren und die Organisation sei nun aus den Südlibanon „hinausgeworfen“ worden, ersetzt durch eine ziemlich schlagkräftige UN-Friedenstruppe. Er konstatierte auch, als Ergebnis des Krieges sei ein Ausmaß an Ruhe eingetreten, wie man es seit Mitte der 1960er Jahre nicht mehr erlebt habe. 2011 vertrat er die Auffassung, gegen die allgemein verbreitete Ansicht und trotz „behäbiger, plumper und langsamer“ Bodenbewegungen sei der zweite Libanonkrieg „ein großer Sieg für Israel“ gewesen. Als Ergebnis sei „seit Mitte August 2006 kaum noch ein Schuss im ganzen Südlibanon gefallen“.

### Status der West Bank und Mauerbau
Im The Jewish Daily Forward publizierte van Creveld 2010 einen Kommentar mit der Darstellung, die West Bank sei bei weitem nicht lebenswichtig für die Sicherheit Israels, es sei ein Territorium, das Israel leicht aufgeben könne. Er behauptete, dass die West Bank keinen Schutz vor ballistischen Geschossen von Israels Hauptgegnern Iran und Syrien biete. Außerdem würde eine von Israel abgetrennte und nach einem Friedensvertrag mit den Palästinensern demilitarisierte West Bank einen natürlichen Puffer bilden, der die Annäherung feindlicher Truppen von Osten verhindern würde. Israel könne sich gegen den von der West Bank ausgehenden Terrorismus auch mit einer Mauer schützen, verbunden mit offensiven Maßnahmen wie der Operation Gegossenes Blei und dem Libanonkrieg 2006, die Israels Abschreckungspotential wiederherstellten, als der Terrorismus ein nicht mehr hinnehmbares Ausmaß angenommen hatte. Stephen Kramer, Israel-Korrespondent für die Jewish Times of South Jersey, behauptete, van Creveld habe sowohl die Wirtschaftskraft als auch den Umfang der Waffenexporte Israels überschätzt und damit zugleich die Bedeutung des Westjordanterritoriums unterschätzt. Kramer, der selbst in der Siedlung Alfe Menasche in Samaria lebt, äußerte auch, die Armee Israels spiele eine entscheidende Rolle im Kampf gegen den Terrorismus auf der West Bank, ihre Abwesenheit könne zur Übernahme der Westbank durch die Hamas führen, vergleichbar mit deren Machtübernahme in Gaza nach dem israelischen Rückzug 2005.

### Libyen und der arabische Frühling
In einem Artikel zum Libyeneinsatz, den er gemeinsam mit Jason Pack, einem Experten für die Erforschung der Geschichte des Nahen Ostens an der Universität Cambridge verfasste, stellte er die Tendenz der Medien infrage, die Verhältnisse in Libyen mit denen in Tunesien beim Sturz Ben Alis und in Ägypten beim Sturz Mubaraks zu vergleichen, die im selben Jahr stattgefunden hatten. „Die bemerkenswerte Ausbreitung der Aufstände 2011 über Nordafrika bewegt viele Journalisten dazu, die gegenwärtigen Unruhen in Libyen als Ergebnis ähnlicher Faktoren darzustellen wie in den benachbarten Ländern Tunesien und Ägypten. Es gibt mehr Unterschiede als Ähnlichkeiten.“ Tunesien und Ägypten seien seit mehr als einem Jahrhundert zusammenhängende Nationalstaaten gewesen, während Libyen weiterhin durchweg eine Stammesgesellschaft darstelle. Während in Tunesien und Ägypten das Militär den Regimewechsel einleiten konnte, fehle Libyen eine professionelle und nicht stammesmäßige Armee. Er beschuldigte Gaddafis Sohn Saif al-Islam al-Gaddafi, eine entscheidende Gelegenheit vergeben zu haben, die Ordnung im Staat und das Vertrauen im In- und Ausland in das (damals noch an der Macht befindliche) Regime Gaddafis wiederherzustellen.

### Syrien und Terrorismus
Wie bereits in seinem Buch Die Gesichter des Krieges äußerte sich van Creveld 2011 erneut im Rückblick auf das Vorgehen von Hafez Al-assad gegen die Stadt Hama, ein Zentrum der Muslimbrüder. Ohne dieses Vorgehen, das van Creveld als äußert brutal und als Kriegsverbrechen bewertet, wäre aller Wahrscheinlichkeit nach sein Regime gestürzt worden. Assad selbst und viele Mitglieder der alawitischen Gemeinde wären hingerichtet worden. Nach seinem Untergang wäre vielleicht ein stabiles Regime von nichtalawitischen Muslimen errichtet worden, oder aber – für Martin van Creveld die wahrscheinlichere Variante – es hätte überhaupt keine stabile Regierung gegeben.
In diesem Fall wäre es zum Krieg jeder gegen jeden gekommen. Den Erfahrungen im benachbarten Beirut nach zu urteilen, hätte ein solcher Bürgerkrieg Hunderttausende von Menschen das Leben kosten können. Und nach dem, was im Libanon und in Afghanistan geschah, hätte sich auch Syrien zu einem Tummelplatz für internationale Terroristen jeder Richtung entwickeln können.
2013 bezeichnete er in einem Artikel für das Magazin Focus die Unterstützung Assads als notwendig, um eine drohende Destabilisierung des ganzen Nahen Ostens abzuwenden. Assad mache wohl nur weiter, um ein noch größeres Blutbad zu verhindern: die bei einer Niederlage drohende Vernichtung der 1,2 Millionen Alawiten. „Anstatt über humanitäre Belange zu klagen und über Waffenlieferungen an die Rebellen zu streiten, sollte sich der Westen Russland anschließen und auf eine Verhandlungslösung drängen. Wenn nötig, sollte er die Hilfe an die Rebellen einstellen und Assad erlauben, auf seinem Posten zu bleiben: Er ist die einzige Person, die das Land zusammenhalten kann“. Van Creveld berief sich dabei auf Bismarck: „Politik ist die Wahl zwischen Schlimmem und Schlimmerem.“ In einem Vortrag der Konrad-Adenauer-Stiftung Brandenburg plädierte er im gleichen Sinne dafür, in Syrien „pragmatische Wege“ zu gehen.
2016 plädierte van Creveld – ebenfalls im Focus – für ein Zweckbündnis mit dem Assad-Regime: „Wenn der Westen den Krieg gegen das Terrorkalifat gewinnen will, darf er bei der Wahl seiner Verbündeten nicht zimperlich sein.“ Es gehe hier nicht mehr um die Auseinandersetzung mit einem Despoten, sondern um den Kampf gegen einen neuartige Form des Terrorismus mit dem Ziel der Auflösung der bisherigen staatlichen Ordnungen in der ganzen Region. Nur die syrisch-alawitischen Soldaten seien wirklich bereit, im Kampf gegen die Terroristen ihr Leben einzusetzen, die europäischen und US-amerikanischen Versuche, den Blutzoll von Bodeneinsätzen zu vermeiden und sich auf Luftangriffe zu beschränken, würden historisch gesehen im Kampf gegen Guerillaeinheiten wirkungslos bleiben. Ein Scheitern des Kampfes gegen IS und Al Nusra würde zur unberechenbaren Konsequenzen für den ganzen Nahen Osten und Europa führen. Im Vergleich dazu sei Assad der kleinere Teufel.

## Privates
Van Creveld ist in zweiter Ehe verheiratet und hat drei Kinder. Er lebt in Mewasseret Zion, einem Vorort von Jerusalem.

## Schriften (Auswahl)
- Hitler’s Strategy 1940–1941. The Balkan Clue. Cambridge University Press, Cambridge 1973, ISBN 0-521-20143-8.
- Military Lessons of the Yom Kippur War: Historical Perspectives. Sage Publications, Beverly Hills 1975, ISBN 0-8039-0562-9.
- Supplying War: Logistics from Wallenstein to Patton. Cambridge University Press, Cambridge 1977, ISBN 0-521-21730-X (2. Auflage, 2004, ISBN 0-521-54657-5).
- Fighting Power: German and US Army performance, 1939–1945. Greenwood Press, Westport, Conn. 1982, ISBN 0-313-23333-0.
  - Deutsche Ausgabe: Kampfkraft. Militärische Organisation und militärische Leistung 1939–1945 (= Einzelschriften zur Militärgeschichte, Band 31). Rombach, Freiburg im Breisgau 1989, ISBN 3-7930-0189-X; 2. Auflage, 1992; Neuauflage im Ares Verlag, Graz 2005, ISBN 3-902475-17-X.
- Command in War. Harvard University Press, Cambridge, Mass. 1985, ISBN 0-674-14440-6.
- Technology and War: From 2000 B.C. to the Present. Free Press, New York 1989, ISBN 0-02-933151-X (Paperback, 2001, ISBN 0-02-933153-6).
- The Training of Officers: From Military Professionalism to Irrelevance. Free Press, New York 1990, ISBN 0-02-933152-8.
- The Transformation of War. Free Press, New York 1991, ISBN 0-02-933155-2.
  - Deutsche Ausgabe: Die Zukunft des Krieges. Gerling Akademie Verlag, München 1998, ISBN 3-932425-04-9; 3. überarbeitete Auflage, mit einem Vorwort von Peter Waldmann, Murmann, Hamburg 2004, ISBN 3-938017-14-7).
- Nuclear Proliferation and the Future of Conflict. Free Press, New York 1993, ISBN 0-02-933156-0.
- Air Power and Maneuver Warfare, with contributions from Kenneth S. Brower and Steven L. Canby. Air University Press, Alabama 1994, ISBN 1-58566-050-7.
- The Encyclopedia of Revolutions and Revolutionaries: From Anarchism to Zhou Enlai. Facts on File, New York 1996, ISBN 0-8160-3236-X.
- The Sword and the Olive: A Critical History of the Israeli Defense Force. Public Affairs, New York 1998, ISBN 1-891620-05-3.
- The Rise and Decline of the State. Cambridge University Press, Cambridge 1999, ISBN 0-521-65629-X.
  - Deutsche Ausgabe: Aufstieg und Untergang des Staates. Gerling Akademie Verlag, München 1999, ISBN 3-932425-13-8.
- The Art of War: War and Military Thought (= Smithsonian History of Warfare). Cassell, London 2000, ISBN 0-304-35264-0. US-amerikanische Ausgabe: Collins/Smithsonian, New York 2005, ISBN 0-06-083853-1.
- Men, Women, and War: Do Women Belong in the Front Line?. Cassell & Co., London 2001, ISBN 0-304-35959-9.
  - Deutsche Ausgabe: Frauen und Krieg. Gerling Akademie Verlag, München 2001, ISBN 3-932425-33-2.
- Moshe Dayan. (= Great Commanders). Weidenfeld & Nicolson, London 2004, ISBN 0-297-84669-8.
- Defending Israel: A Controversial Plan Toward Peace. Thomas Dunne Books/St. Martin’s Press, New York 2004, ISBN 0-312-32866-4.
- Mit Katharina von Knop und Heinrich Neisser: Countering Modern Terrorism: History, Current Issues, and Future Threats: Proceedings of the Second International Security Conference, Berlin, 15.–17. Dezember 2004. Wbv, W. Bertelsmann Verlag, Bielefeld 2005, ISBN 3-7639-3309-3.
- The Changing Face of War: Lessons of combat, from the Marne to Iraq. Presidio Press, New York 2006, ISBN 978-0-89141-901-3.
  - Deutsche Ausgabe: Gesichter des Krieges. Der Wandel bewaffneter Konflikte von 1900 bis heute. Siedler, München 2008, ISBN 978-3-88680-895-3.
- The Culture of War. Presidio Press, New York 2008, ISBN 978-0-345-50540-8.
  - Deutsche Ausgabe: Kriegs-Kultur. Warum wir kämpfen. Die tiefen Wurzeln bewaffneter Konflikte. Ares Verlag, Graz 2011, ISBN 978-3-902475-97-8.
- Mit John Andreas Olsen: The Evolution of Operational Art. From Napoleon to the Present. Oxford University Press, Oxford etc. 2011, ISBN 978-0-19-959948-6.
- The Land of Blood and Honey: The Rise of Modern Israel. St. Martin’s Press, New York 2010, ISBN 978-0-312-59678-1.
- The Age of Airpower. Public Affairs, New York 2011, ISBN 978-1-58648-981-6.
- Wargames: From Gladiators to Gigabytes. Cambridge University Press, Cambridge 2013, ISBN 978-1-107-03695-6.
- The Privileged Sex. CreateSpace Independent Publishing Platform (On-Demand Publishing LLC), North Charleston, SC 2013, ISBN 978-1-4849-8312-6.
  - Deutsche Ausgabe: Das bevorzugte Geschlecht. Gerling Akademie Verlag, München 2013, ISBN 3-932425-52-9.
- Equality: The Impossible Quest. Castalia House, Kouvola (Finland), 2015, ISBN 978-952-7065-52-5.
- Conscience: A Biography. Reaktion, 2015, ISBN 978-1-78023-454-0.
- A History of Strategy: From Sun Tzu to William S. Lind. Castalia House, Kouvola (Finland), 2015, ISBN 978-952-7065-54-9.
- Pussycats: Why the Rest Keeps Beating the West—and What Can Be Done about It. CreateSpace, 2016, ISBN 978-1-5332-3200-7.
  - Deutsche Ausgabe: Wir Weicheier. Warum wir uns nicht mehr wehren können und was dagegen zu tun ist. Ares, Graz 2017, ISBN 978-3-902732-67-5.
- Clio & Me: An Intellectual Autobiography. Castalia House, Kouvola (Finland), 2017, ISBN 978-952-7065-53-2.
- More on War. Oxford University Press, Oxford, 2017, ISBN 978-0-19-878817-1.
- Hitler in Hell. Castalia House, Kouvola (Finland), 2017.
  - Deutsche Ausgabe: Hitler in Hell. Was er noch zu sagen hätte. Ares, Graz 2018, ISBN 978-3-99081-000-2.